# Cratere Leida
Leida  è un cratere sulla superficie di Venere.